# Claude Hagège
Claude Hagège (Cartagine, 1º gennaio 1936) è un linguista francese nato in Tunisia.

## Biografia
Allievo dell'École normale supérieure, è stato professore di linguistica al Collège de France dal 1988, con specializzazioni che spaziano dall'arabo al cinese e dall'ebraico al russo, e direttore di studi alla École pratique des hautes études.
Noto per le sue capacità di poliglotta (si esprime correntemente in dieci lingue diverse), si è distinto per il suo fervente supporto al ruolo internazionale della lingua francese, tema cui ha dedicato, in modo specifico, alcuni dei suoi libri.

## Onorificenze
Nel 1981 riceve il Prix Volney per un suo lavoro sulla grammatica cinese.
Nel 1986 riceve sia il "Grand Prix de l'Essai" conferito dalla "Société des Gens de Lettres" che il "Prix de l'Académie Française per il suo lavoro "Homme de paroles".
Nel 1995 riceve anche la Médaille d'or du CNRS (Centre national de la recherche scientifique).

## Opere tradotte in lingua italiana
- L'uomo di parole, Einaudi, Torino, 1989. (titolo originale:L'homme de paroles, 1985).
- Storie e destini delle lingue d'Europa, La Nuova Italia, Scandicci, 1995. (tit. orig.:Le souffle de la langue: voies et destins des parlers d'Europe, 1992).
- Morte e rinascita delle lingue, Feltrinelli, Milano, 2002. (tit. orig.: Halte à la mort des langues, 2001).

## Altre opere
- La Langue mbum de nganha cameroun - phonologie - grammaire, Klincksieck, 1970
- Le problème linguistique des prépositions et la solution chinoise, 1975.
- La Phonologie panchronique, PUF, 1978.
- La structure des langues, 1982.
- Le français et les siècles, 1987.
- The Language Builder: an Essay on the Human Signature in Linguistic Morphogenesis, 1992.
- L'enfant aux deux langues, 1996.
- Le français, histoire d'un combat, 1996.
- Combat pour le français: Au nom de la diversité des langues et des cultures, Éditions Odile Jacob, 2006.
- Dictionnaire amoureux des langues, Éditions Plon-Odile Jacob, 2009.
- Contre la pensée unique, Paris, Éditions Odile Jacob, 2012.
- Parler, c'est tricoter, Paris, Éditions de l'Aube, 2013.
- C'est quoi le langage ?, Paris, Éditions de l'Aube, 2015.
- Les religions, la parole, la violence, Paris, Éditions Odile Jacob, 2017.
- Le linguiste et les langues, Paris, CNRS, 2019.